# Кобахидзе, Владимир Иванович
Влади́мир Ива́нович Кобахи́дзе (род. 9 сентября 1999, Краснодар) — российский футболист, полузащитник клуба Велес.

## Карьера
До августа 2014 года обучался в ЦПР ФК «Краснодар». С сентября 2014 — в ДЮСШ ЦСКА. В сезоне 2016/17 сыграл четыре матча в молодёжном первенстве России, выходя на замену в концовке второго тайма. Провёл один матч в Юношеской лиге УЕФА — 2 ноября 2016 года в гостевом матче против «Монако» (5:0) вышел на 88-й минуте. В сезоне 2017/18 сыграл 8 матчей в молодёжном первенстве за тульский «Арсенал». В апреле — июне 2018 отыграл 9 матчей в чемпионате Краснодарского Края за «Олимп-Универспорт». Сезон 2018/19 провёл без клуба, перед следующим сезоном перешёл в «Тамбов». В чемпионате России дебютировал 21 июня 2020 года в гостевом матче против «Уфы» (1:2), выйдя на 57-й минуте.